# Эспланада (Пермь)
Эспланада — открытая площадь, расположенная между двух центральных улиц Перми (Ленина (Покровской) и Петропавловской), ограниченная с одной стороны зданием Пермского академического театра, с другой — зданием Законодательного собрания.

## История
До середины XX века площадь нынешней эспланады была застроена в основном двухэтажными деревянными домами. Поскольку там была низина, и протекала речка Пермянка, частично убранная в открытую канаву, место было не фешенебельным. Центр города тогда располагался в районе Театра оперы и балета, а нынешняя эспланада была своего рода спальным районом города тех времён.
В 1960-70-е годы это пространство расчищалось для жилищного строительства.
Архитектор Геннадий Игошин нарисовал на проекте большое зелёное пространство, которое тут же назвали аэродромом.
Однако Анатолий Солдатов, в те годы возглавлявший Западноуральский Совнархоз и принимавший решение по этому вопросу, поддержал проект архитектора. Так возникла площадь, которую принято называть эспланадой. Три квартала в пойме реки Пермянки стали визитной карточкой Перми.
В 1982 году на площади было построено новое здание Пермского драматического театра.

Памятник героям фронта и тыла

В 1985 году был открыт памятник героям фронта и тыла (автор — Вячеслав Клыков), который не просто уравновесил огромную площадь, а стал её осью. Однако этот монумент не был предназначен для кругового обзора, место для него искали долго, а решение установить его на Эспланаде принималось в последний момент.
В том же году на площади был запущен первый в городе цветомузыкальный фонтан, однако цветомузыка проработала лишь один день.
В 2003 году прошла полная реконструкция фонтана, и он снова стал светомузыкальным. В 2011 году фонтан на Эспланаде был демонтирован.
В ночь с 30 апреля на 1 мая 2015 года на эспланаде перед Пермским академическим Театром-Театр произошло открытие нового фонтана «Театральный» «симфонией света и воды» в программе «И помнит мир», которая состояла из военно-патриотических песен, а завершающим аккордом прозвучал Гимн «Мой Пермский край».
В 2008 году была открыта Аллея Доблести и Славы, где установлены плиты с именами людей, прославивших город.
В 2010 году возле Дома Советов был установлена скамейка — арт-объект: бетонные блоки образовали слово «Власть» (идея — Николай Ридный, осуществление — Пермский центр развития дизайна). По мнению авторов, это метафора стирания грани между народом и властью.

## Будущее эспланады
5 апреля 2018 года на эспланаде началось масштабное благоустройство территории, ограниченной улицами Петропавловская, Ленина, Попова и зданием Законодательного собрания. Проект предполагает строительство амфитеатров, светомузыкального фонтана на площади, а также верхней террасы в виде сквера.
Сейчас эспланада является одним из самых посещаемых мест Перми, и, чтобы сделать её ещё более привлекательной, разрабатываются различные проекты. Одним из первых проектов, разработанным архитектурной фирмой «Викар» под руководством Воженникова Виктора, предусмотрено сооружение на эспланаде перед зданием краевой администрации подземного культурно-торгового комплекса. Комплекс располагается в 107 квартале Перми и включает в себя учреждения торговли и культуры, пространства для проведения культурных и общественных мероприятий.
Ядром комплекса является открытая, круглая в плане площадь, расположенная на подземном уровне. Сверху площадь перекрыта мостом, расположенным на продольной оси комплекса с фонарем в виде стеклянной восьмигранной пирамиды.
В подземном уровне, кроме главных, расположена ещё одна продольная и несколько поперечных крытых улиц, делящих комплекс на отсеки, в которых находятся учреждения торговли, обслуживания, культуры, а также технические и подсобные помещения.
Надземный уровень выполняется в виде регулярного парадного парка. В 2001 году проект фирмы «Викар» стал победителем конкурса на застройку эспланады.
В 2004 году администрацией города Перми был организован архитектурный конкурс на концептуальный проект реконструкции городского ансамбля эспланады в кварталах № 48,49,50,51,52,68 и ул. Коммунистической в Ленинском районе города Перми. В конкурсе приняли участие четыре проекта.

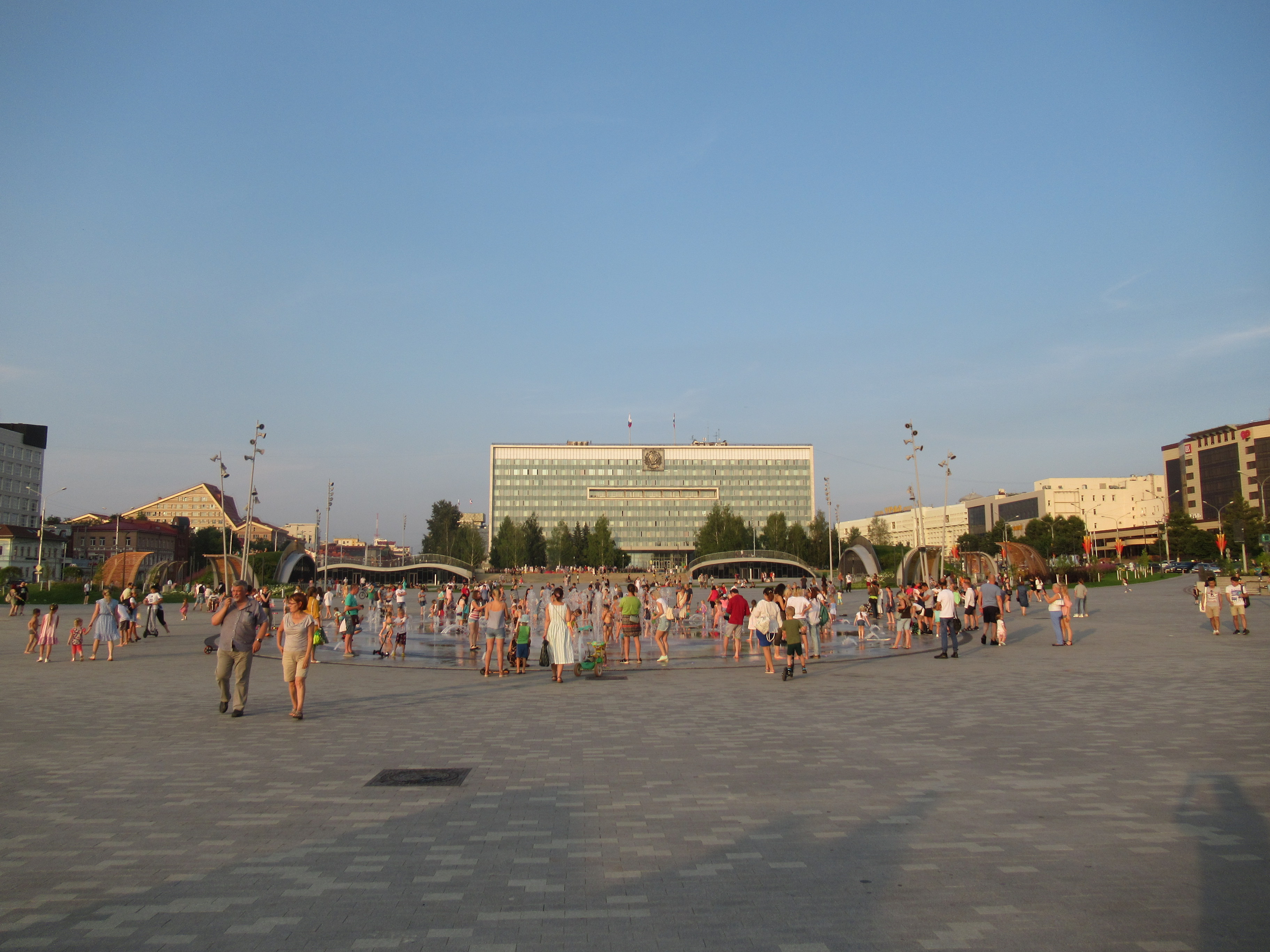
Эспланада после реконструкции (2020 г.)

Проект «Новая волна Прикамья» авторского коллектива под руководством Лугового И. В., архитекторы Колесников Д. В., Забелин С. Г., Корелина В. В. предусматривал несколько основных идей для стратегического развития территории эспланады и прилегающих кварталов: размещение комплекса Пермской государственной художественной галереи и Краеведческого музея в квартале бывшей кондитерской фабрики, улицы Петропавловская-Попова; Центральный общественный форум с амфитеатром; торгово-выставочный комплекс над и под улицей Борчанинова; многофункциональный высотный комплекс за драмтеатром; функционально-территориальное зонирование; комплексное решение транспортно-пешеходной системы; транспортная развязка улиц Ленина, Петропавловская и Попова в двух уровнях; надземные переходы; три подземные автостоянки на 2000 машиномест.
16 июля 2013 года в связи с активным обсуждением проектов реконструкции эспланады на разных уровнях, с целью чтобы эспланада стала местом отдыха пермяков не только пару месяцев в году, а круглогодично, агентство «СВОИ» проводило опрос, в котором 75 % опрошенных жителей Перми отметили, что не могут смириться с демонтажом фонтана на главной площади города перед Драматическим театром в 2011 году и хотят его вернуть. Они высказались за идею разбить на эспланаде перед театром сквер с фонтаном. В опросе приняли участие 808 пермяков.
2 июля 2013 года члены градостроительного комитета при губернаторе Пермского края вернулись к обсуждению идеи освоения подземного пространства под эспланадой. В частности, они обсудили проект строительства подземного торгового центра московской компании «ДС-Девелопмент».
В целом была одобрена идея застройки подземной части эспланады, но было выражено мнение, что в отличие от Манежной площади в Москве на поверхности эспланады не должно быть торговых павильонов. А также было отмечено, что вход в торговый центр не должен доминировать над входной частью здания законодательного собрания.

## Культурные события
Летом 2012 года на Эспланаде проходил фестиваль «Сотворение мира».
В 2011—2015 годах на главной площади Перми проводился фестиваль «Белые ночи в Перми»
В 2010—2012 годах на Эспланаде проходил международный хип-хоп фестиваль «Битва трех столиц».
1 августа 2013 года на один летний вечер центр Перми окунулся в суматоху новогоднего праздника. Вместо раскаленного солнцем асфальта на эспланаде лежал снег и стояла новогодняя ёлка, более 600 человек вышли на площадь в зимних костюмах, собрались в большую букву Д, чтобы 26 декабря увидеть себя на экранах России в фильме «Ёлки 3». Сняться в массовке смогли все желающие. Задачей пермяков было выстроиться в букву Д, которая потом станет частью фразы «С новым годом» в конце фильма. Всего в этот вечер на эспланаде собралось более пяти тысяч горожан. Чтобы поддержать массовку, Пермь посетили актёры фильма Анна Хилькевич и Антон Богданов. Фрагменты киноальманаха «Ёлки» снимаются на Пермской эспланаде практически каждый год.